# Hagsätra gymnasium
Hagsätra gymnasium var en kommunal gymnasieskola belägen i Hagsätra i Stockholms kommun. Gymnasiet las ner 1975. 

## Historik
1963–1964 var namnet Högalids samrealskola och Hagsätra läroverk (annex till Högalid detta första läsår), 1964–1966 Hagsätra läroverk och 1967–1975 Hagsätra gymnasium. Från 1975 används lokalerna av Hagsätraskolans högstadium. Studentexamen gavs 1966–1968.  
Skolbyggnaden är från 1963 och ritad av Sture Frölén. 